# Le Passé
Le Passé is een Franse film uit 2013 geregisseerd door de Iraniër Asghar Farhadi en met Bérénice Bejo, Tahar Rahim en Ali Mosaffa in de hoofdrollen. De film was genomineerd voor de Gouden Palm op het Filmfestival van Cannes en won de Prix du Jury Œcuménique. Bérénice Bejo kreeg ook de prijs voor beste actrice.

## Verhaal
Ahmad leeft al vier gescheiden van zijn Franse vrouw Marie. Op vraag van Marie reist hij van Teheran naar Parijs om hun scheiding eindelijk af te ronden. Hij komt goed overeen met Lucie, de oudste dochter van Marie uit een eerder huwelijk. 
Ahmad ontdekt dat de relatie tussen Marie en Lucie niet zonder conflicten is. Dat is voornamelijk te wijten aan Marie's verhouding met haar nieuwe vriend, de wat jongere Samir die met zijn zoontje al inwoont bij Marie. Ahmad probeert de moeilijke situatie te ontmijnen.

## Rolverdeling
- Bérénice Bejo als Marie
- Tahar Rahim als Samir
- Ali Mosaffa als Ahmad
- Pauline Burlet als Lucie
- Elyes Aguis als Fouad
- Jeanne Jestin als Léa
- Sabrina Ouazani als Naïma
- Babak Karimi als Shahryar
- Valeria Cavalli als Valeria
- Eleonora Marino als de collega van Marie